# Chrysolepis sempervirens
Chrysolepis sempervirens là một loài thực vật có hoa trong họ Fagaceae. Loài này được (Kellogg) Hjelmq. mô tả khoa học đầu tiên năm 1960.

## Hình ảnh

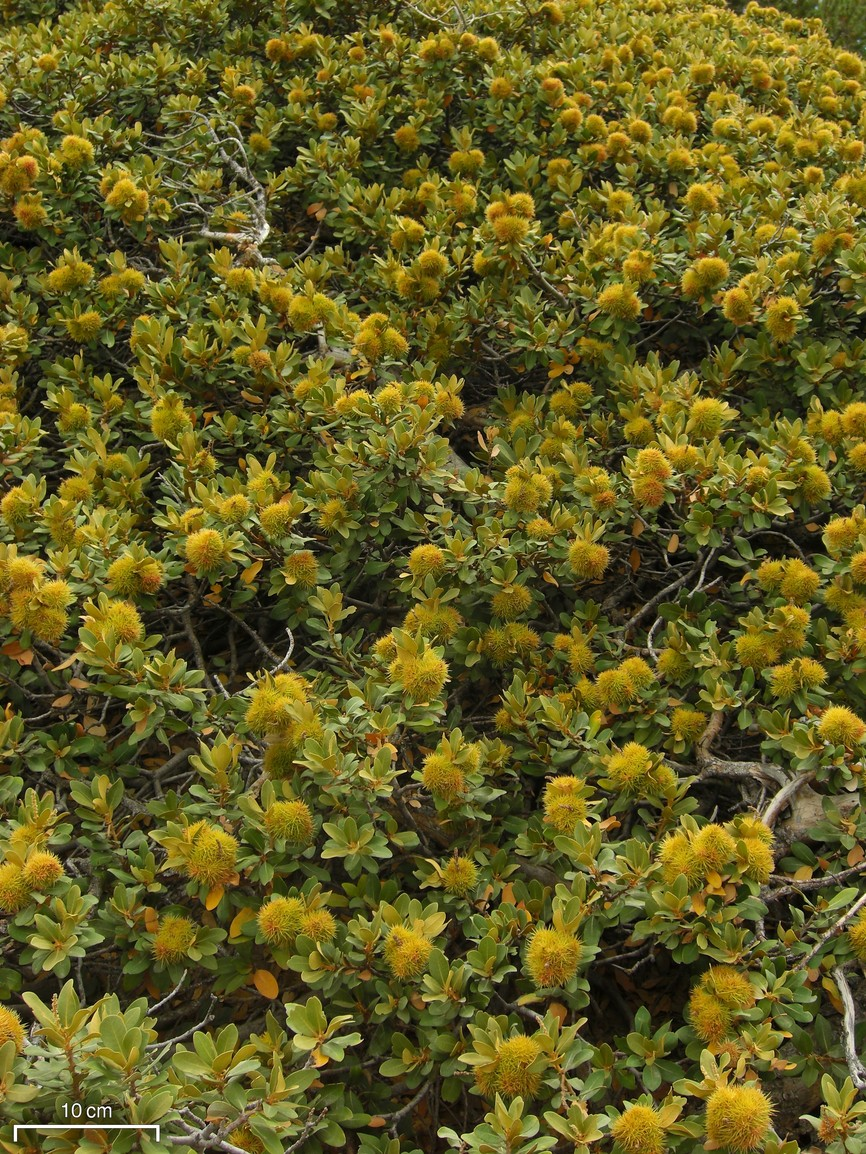
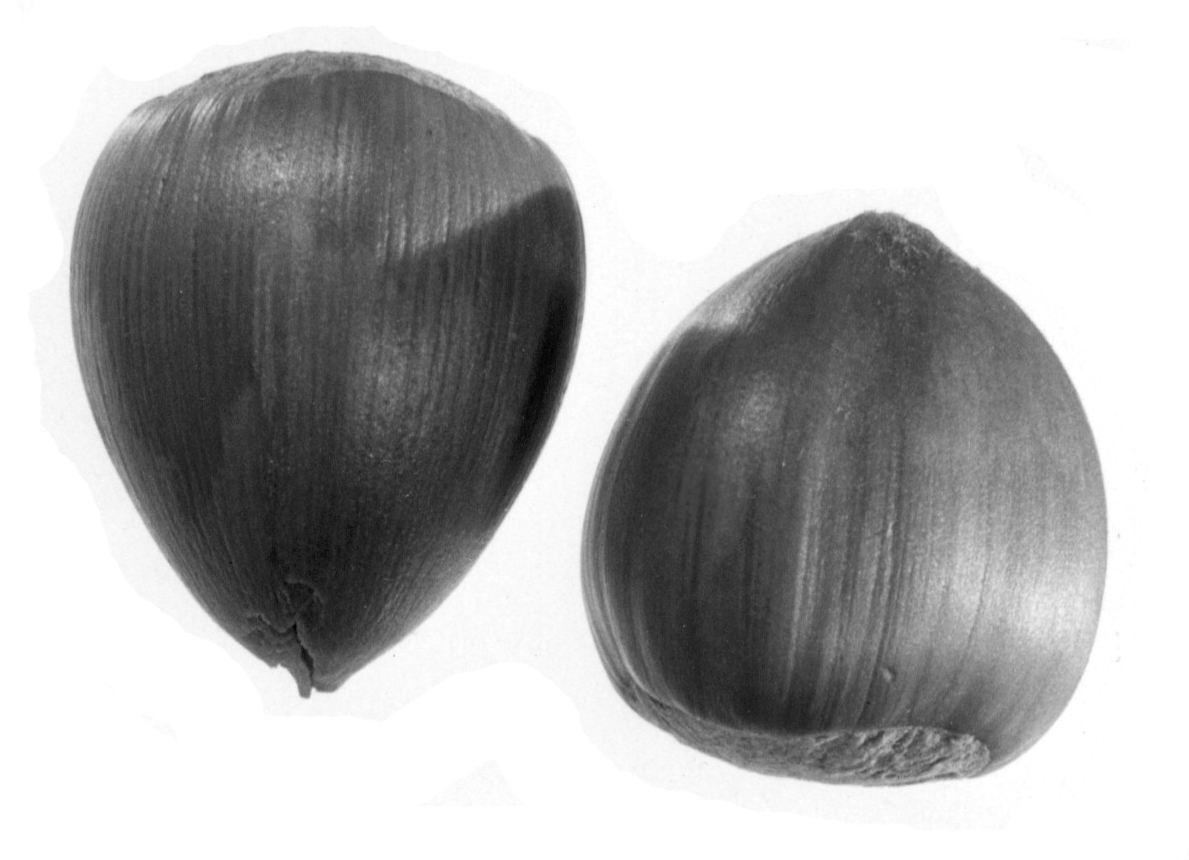
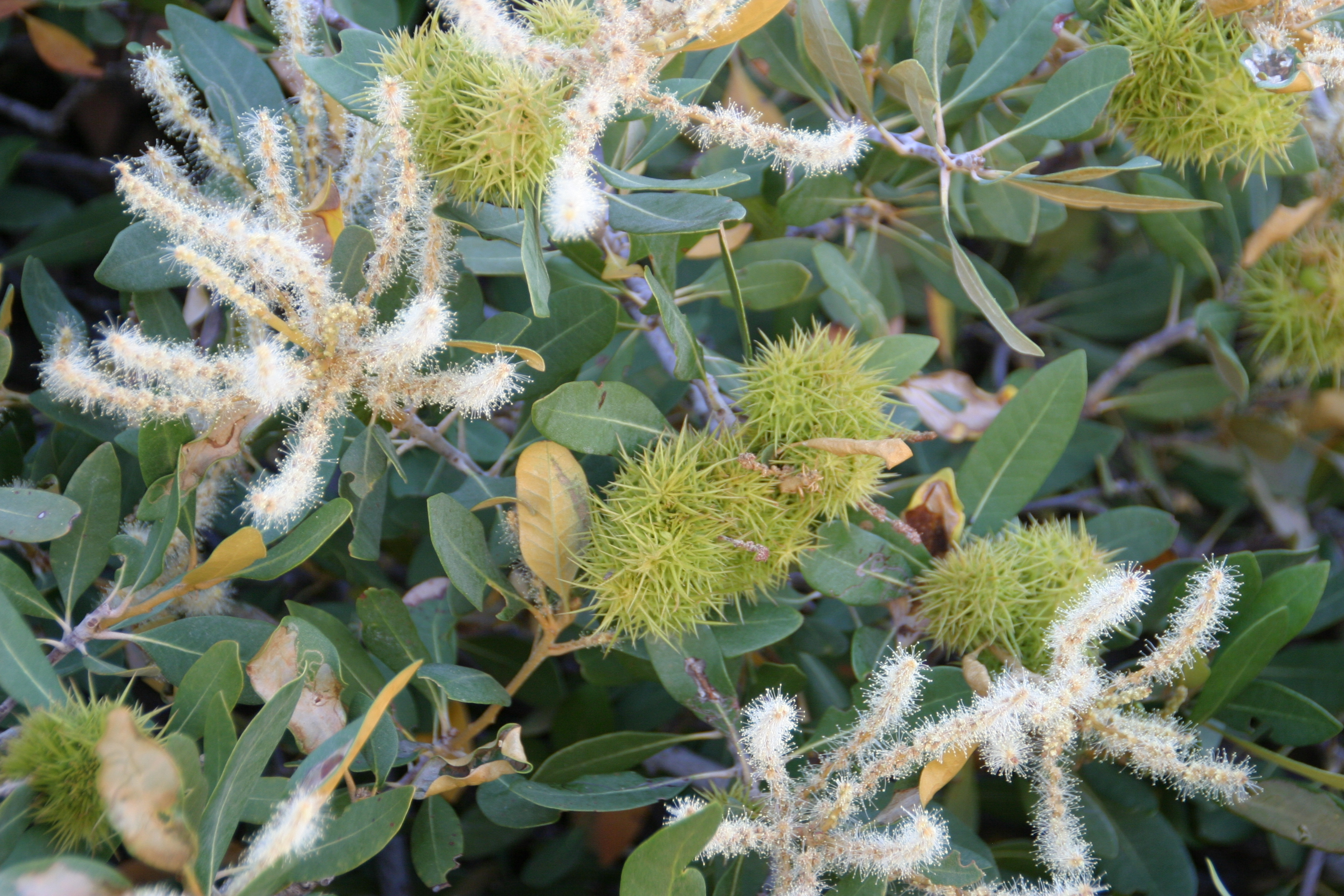
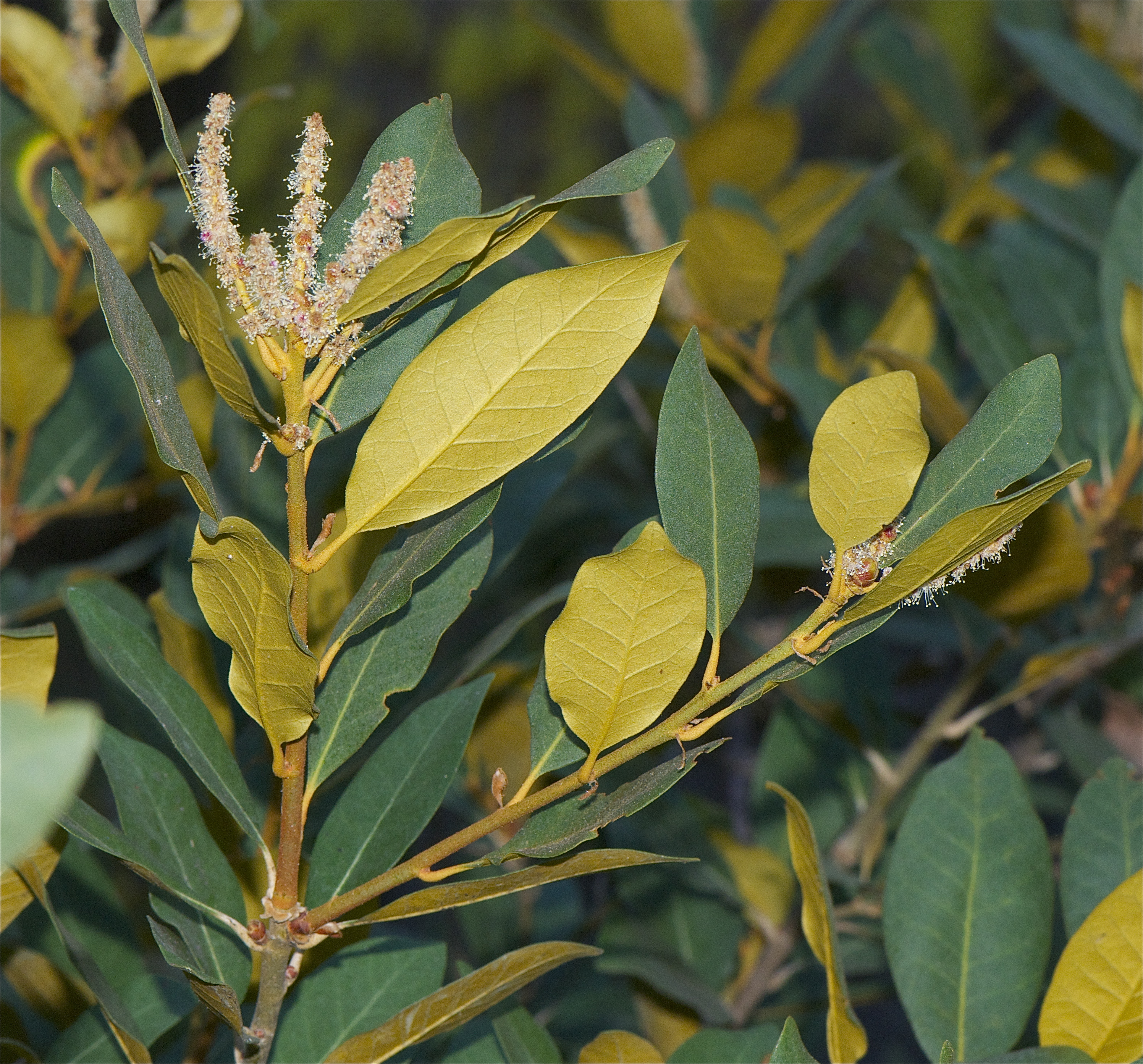